# Cleora inelegans
Cleora inelegans là một loài bướm đêm trong họ Geometridae.